# Foersterella scaposa
Foersterella scaposa is een vliesvleugelig insect uit de familie Tetracampidae. De wetenschappelijke naam is voor het eerst geldig gepubliceerd in 1988 door Boucek.